# El Cid (film)
El Cid is een Italiaans-Amerikaanse avonturenfilm uit 1961 onder regie van Anthony Mann.

## Verhaal
In de 11e eeuw zijn Spanje en Portugal vrijwel volledig in handen van de Moren. El Cid wil trouwen met de mooie Jimena. Omdat hij vrede wil stichten tussen christenen en moslims laat hij enkele gevangengenomen emirs vrij. Koning Ferdinand beschouwt dat gebaar echter als een daad van verraad.

## Rolverdeling
| Acteur             | Personage        |
| ------------------ | ---------------- |
| Charlton Heston    | El Cid           |
| Sophia Loren       | Jimena           |
| Raf Vallone        | Graaf Ordóñez    |
| Geneviève Page     | Prinses Urraca   |
| John Fraser        | Prins Alfons     |
| Gary Raymond       | Prins Sancho     |
| Hurd Hatfield      | Arias            |
| Massimo Serato     | Fáñez            |
| Frank Thring       | Al-Kadir         |
| Michael Hordern    | Don Diego        |
| Andrew Cruickshank | Graaf Gormaz     |
| Douglas Wilmer     | Al-Mu'taman      |
| Tullio Carminati   | Priester         |
| Ralph Truman       | Koning Ferdinand |
| Christopher Rhodes | Don Martin       |